# Astrosarkus idipi
Étoile-citrouille
Genre
Espèce
L'Étoile-citrouille (Astrosarkus idipi) est une espèce d'étoiles de mer tropicale de la famille des Oreasteridae, la seule du genre Astrosarkus.

## Description et caractéristiques
C'est une grosse étoile au corps subpentagonal et très rebondi. Elle est très reconnaissable à sa couleur orange vif, et possède globalement la couleur, la texture et la taille d'une citrouille. C'est donc une très grosse étoile, qui mesure environ 30 cm de diamètre pour 10 cm de haut. La face inférieure est blanche maculée d'orange (parfois en motif d'étoile grossière), et parcourue par 5 gouttières ambulacraires bien visibles. À l'intérieur du corps, le squelette est étonnamment réduit : l'essentiel de la masse de l'étoile est musculeux.

## Habitat et répartition
Cette étoile vit dans la zone de sous-récif, c'est-à-dire entre 67 et 200 m de fond, et semble assez largement répartie dans l'Indo-pacifique, jusqu'à Hawaii. Cependant, cette espèce est encore mal connue, et seuls 6 spécimens ont été récoltés à ce jour.

## Dans la culture
Au Japon, cette étoile a servi de modèle pour un jouet de Gashapon, faisant partie d'une série ayant pour thème des animaux abyssaux présentés comme des sushis. 
Le nom de l'espèce est un hommage à David K. Idip, ancien directeur du Bureau of Natural Resources and Development de Palau, d'où provient l'holotype.